# Ladislav Maršík
Ladislav Maršík (18. června 1940 Humpolec – 14. ledna 2025) byl český hokejový útočník. Po skončení aktivní kariéry působil jako trenér a sportovní funkcionář.

## Hokejová kariéra
V československé lize hrál za ZJS Zbrojovka Spartak Brno a TJ Gottwaldov. Za Gottwaldov odehrál 9 ligových sezón, nastoupil ve 340 ligových utkáních, dal 92 gólů a měl 57 asistencí. Ve druhé lize hrál i za Jiskru Havlíčkův Brod a VTJ Duklu Litoměřice.

## Klubové statistiky
| Sezona    | Klub                  | Soutěž  | Základní část | Základní část | Základní část | Základní část | Základní část |
| Sezona    | Klub                  | Soutěž  | Z             | G             | A             | B             | TM            |
| --------- | --------------------- | ------- | ------------- | ------------- | ------------- | ------------- | ------------- |
| 1957/1958 | Jiskra Havlíčkův Brod | 2. liga | –             | –             | –             | –             | –             |
| 1958/1959 | Spartak ZJŠ Brno      | 1. liga | –             | –             | –             | –             | –             |
| 1959/1960 | VTJ Dukla Litoměřice  | 2. liga | –             | –             | –             | –             | –             |
| 1960/1962 | VTJ Dukla Litoměřice  | 2. liga | –             | –             | –             | –             | –             |
| 1961/1962 | Spartak ZJŠ Brno      | 1. liga | –             | –             | –             | –             | –             |
| 1962/1963 | Spartak ZJŠ Brno      | 1. liga | –             | –             | –             | –             | –             |
| 1963/1964 | TJ Gottwaldov         | 1. liga | 32            | 11            | 9             | 20            | 35            |
| 1964/1965 | TJ Gottwaldov         | 1. liga | 31            | 10            | 4             | 14            | 37            |
| 1965/1966 | TJ Gottwaldov         | 1. liga | 35            | 10            | 8             | 18            | 26            |
| 1966/1967 | TJ Gottwaldov         | 1. liga | 36            | 9             | 1             | 10            | 4             |
| 1967/1968 | TJ Gottwaldov         | 1. liga | 33            | 9             | 4             | 13            | –             |
| 1968/1969 | TJ Gottwaldov         | 1. liga | 32            | 10            | 7             | 17            | –             |
| 1969/1970 | TJ Gottwaldov         | 1. liga | 28            | 12            | 4             | 16            | –             |
| 1970/1971 | TJ Gottwaldov         | 2. liga | –             | –             | –             | –             | –             |
| 1971/1972 | TJ Gottwaldov         | 1. liga | 36            | 7             | 5             | 12            | –             |
| 1972/1973 | TJ Gottwaldov         | 2. liga | –             | –             | –             | –             | –             |
| 1973/1974 | TJ Gottwaldov         | 2. liga | –             | –             | –             | –             | –             |
| 1974/1975 | TJ Gottwaldov         | 1. liga | 42            | 6             | 9             | 15            | –             |
| 1975/1976 | TJ Gottwaldov         | 2. liga | –             | –             | –             | –             | –             |
| 1976/1977 | TJ Gottwaldov         | 1. liga | 35            | 8             | 6             | 14            | –             |